# Marin Ionescu Dobrogianu
Marin Ionescu Dobrogianu (n. 1866 – d. 1938) a fost un militar și istoric român.
Și-a dedicat viața studierii geografiei și istoriei Dobrogei, iar opera sa complexă cuprinde cărți și articole dedicate orașului Constanța, Deltei Dunării sau diferitelor aspecte legate de ținutul cuprins între Dunăre și mare.
Marin Ionescu-Dobrogianu și-a lăsat semnătura pe o lucrare monumentală, cea mai cunoscută din opera sa: „Dobrogia în pragul veacului XX: Geografia matematică, fisică, politică economică și militară”.
Lucrarea a fost publicată în 1904, fiind reeditată în anul 2010.
1. Într-o familie numeroasă și modestă din mahalaua Bucureștiului - Delea Veche, s-a născut în ultima lună a anului 1866 acela care, după cum singur mărturisea - a fost cel mai "autentic dobrogean", în sensul că și-a dedicat toată activitatea acestei provincii, s-a identificat cu năzuințele ei și a participat la toate manifestările ei culturale și cetățenești. De altfel, ca semn al dragostei pentru această provincie în care a stat mai bine de patru decenii adaugă numelui său pe acela da ,,Dobrogianu".
2. După ce a făcut șase clase la liceul "Basarab" din București, datorită privațiunilor materiale, a trebuit să părăsească școala și să intre în armată ca simplu soldat, deși capacitatea lui intelectuală îl situau printre cei mai buni elevi. Acum cunoaște personalități ca: G. Dem. Teodorescu, care i-a fost și profesor, Barbu Ștefănescu-Delavrancea, Mihai Eminescu, Al. Vlahuță, I. L. Cara-giale, Nicolae Grigorescu etc. Sunt anii în care găsește cele mai adânci bucurii în studiul cronicarilor, în descifrarea inscripțiilor de pe clopote și morminte. Tot în această perioadă bătrânul său profesor Frollo îl îndeamnă să se ocupe de "trecutul strămoșilor noștri" când îl găsește "pe brânci copiind inscripția de pe crucea înfiptă în zidul de la palatul Bibescului".
3. Reușește apoi întâiul la Școala de subofițeri de la Bistrița, iar în 1890 este repartizat, cu gradul de sublocotenent, la Constanța, unde va continua studiile de istorie, literatură și geografie. Se informează tot mai mult asupra ținutului în care trăiește. Cu Pittard a străbătut Dobrogea în lung și în lat, pentru cercetările antropologice ale acestuia. Apoi l-a însoțit pe geograful Em. de Martonne într-o excursie făcută în nordul regiunii cu studenții facultății din București.
4. Ca militar a avut totdeauna o gândire înaintată, văzând în cazarmă școala națiunii, iar în ofițer un educator al poporului. Aceleași exigențe le-a manifestat și în calitatea sa de comandant, și în cea de director al Școalei de ofițeri și, cu nimic mai pre jos în aceea de luptător în timpul războiului pentru întregirea ființei naționale, în fruntea regimentului 34 Infanterie.
5. Militar distins, n-a încetat un moment să caute în arhive, să noteze, să întrebe pe bâtrâni, să consulte volume învechite prin biblioteci, spre a lăsa în scris tot ce a găsit folositor generațiilor viitoare. Primul studiu din șirul celor peste 23, despre regiunea dobrogeană, apare în anul 1896 - "Cercetări asupra orașului Constanța" - lucrare care a stârnit interesul geografilor, geologilor și arheologilor. La scurt interval publică "Cursul inferior al Dunării și formarea Deltei", în care colonelul Dobrogianu nu numai că a cercetat și comentat toate contribuțiile științifice asupra Dobrogei, de la Herodot la mărturiile glorioase ale vechilor cetăți grecești, de la vestigiile romane la Ion Ionescu de la Brad, de la expediția în Crimeea și însemnările militare ale generalului Moltke, până la Vasile Pârvan. Excursiile sale au verificat la fața locului toate aceste contribuții istorice, emițând teorii originale, ridicând controverse, dând la iveală o operă de mari dimensiuni, importantă sursă de documentare.
6. Activitatea sa de cercetare este cuprinsă în volume care dețin și astăzi un loc important în istoria națiunii, precum și în colaborările la reviste locale ("Analele Dobrogei", "Tomis", "Viața dobrogeană", "Arhiva Dobrogei") și din țară ("Viața românească", "Buletinul Societății române de geografie" etc).
7. În 1920 își dă demisia din armată, ocupând timp de opt ani funcții în învățămînt. Predă istoria și geografia la Școala de învățători, Școala superioară de comerț și liceul "Mircea cel Bătrîn" din Constanța. Ca semn de mulțumire pentru activitatea depusă în cadrul liceului, dar și pentru prețioasa bibliotecă donată ce depășea 1000 de volume (cărți, reviste, atlase, hărți), a fost alăturat ctitorilor intelectuali și membrilor de onoare ai acestuia.
8. În ultimul timp, bolnav, se retrage la Câmpulung continuând să lucreze la un nou studiu de proporții asupra Dobrogei.
9. Istoricul M. Ionescu-Dobrogianu, care a primit medalia "Bene Merenti" cl. I, cea mai înaltă distincție de ordin cultural ce se acorda înainte de război, iar la expoziția din 1906 medalia de aur din partea Academiei Române pentru lucrarea "Dobrogea în pragul veacului al XX-lea", se stinge din viață în anul 1938.